# 여배우 공작단
"여배우 공작단"은 한국에서 제작된 전태윤 감독의 2014년 멜로/로맨스, 드라마 영화이다. 이자은 등이 주연으로 출연하였다.

## 출연

### 주연
- 이자은
- 허동원
- 이정훈
- 전하라

## 기타
- 조명: 최전국
- 조감독: 이준수
- 동시녹음: 한동훈
- 미술: 우석만
- 분장: 함선지
- 배역: 정민영